# Torre Armengaud
La Torre Armengaud és un cim de 3.114 m d'altitud, amb una prominència de 10 m, que es troba a ponent del pic de Gourgs Blancs, al massís de Perdiguero, entre el terme de Benasc (Ribagorça) i el departament dels Alts Pirineus (França).